# Tsarafidynia bicolor
Tsarafidynia bicolor är en fjärilsart som beskrevs av Rothschild 1911. Tsarafidynia bicolor ingår i släktet Tsarafidynia och familjen björnspinnare. Inga underarter finns listade i Catalogue of Life.